# Dysembryoplastický neuroepiteliální tumor
Dysembryoplastický neuroepiteliální tumor, zkrac. DNT nebo DNET je benigní mozkový tumor pocházejících z neuronů a glií, který se šíří intrakortikálně. Od oligodendrogliomu ho dolišují viditelné neurony. Vyskytuje se u mladých dospělých.

## Diagnostika a léčba
Diagnostika se provádí CT, PET a MR. Hlavním příznakem DNET nádorů je epilepsie. Léčba se provádí převážně chirurgicky, kdy dochází i k vymizení epilepsií.